# Interplay (альбом Билла Эванса)
Interplay — альбом джазового музыканта Билла Эванса, выпущенный в 1963 году. Он был записан в июле 1962 года в Нью-Йорке для Riverside Records. The Interplay Sessions — это альбом 1982 года Milestone, в который вошли все композиции этого альбома и треки, записанные для Riverside 21 и 22 августа того же года с другим составом (с Зутом Симсом и Роном Картером, но без Фредди Хаббарда и Перси Хита). The Interplay Sessions заняли 26-е место в чарте джазовых альбомов Billboard в 1983 году. В переиздание на компакт-диске Interplay добавлена ещё одна версия "I'll Never Smile Again" в качестве бонус-трека. На церемонии вручения премии «Грэмми» в 1984 году Оррин Кипньюс получил премию за лучшие примечания к альбому за переиздание.

## Приём
| Оценки критиков                      | Оценки критиков |
| Источник                             | Оценка          |
| ------------------------------------ | --------------- |
| Allmusic                             | [ 1 ]           |
| The Rolling Stone Jazz Record Guide  | [ 2 ]           |
| The Penguin Guide to Jazz Recordings | [ 3 ]           |

Музыкальный критик Скотт Яноу, пишущий для Allmusic, назвал альбом «отличной музыкой».

## Список треков
1. "You and the Night and the Music" (Говард Дитц, Артур Шварц) – 7:04
2. "When You Wish upon a Star" (Ли Харлайн, Нед Вашингтон) – 5:45
3. "I'll Never Smile Again" [дубль 7, оригинальный] (Рут Лоу) – 6:32
4. "I'll Never Smile Again" [дубль 6, только на переиздании CD] – 6:38
5. "Interplay" (Билл Эванс) – 8:14
6. "You Go to My Head" (Джей Фред Кутс, Хейвен Гиллеспи) – 5:06
7. "Wrap Your Troubles in Dreams (And Dream Your Troubles Away)" (Гарри Баррис, Тед Колер, Билли Молл) – 6:24

## Музыканты
- Билл Эванс - фортепиано
- Фредди Хаббард - труба
- Джим Холл - гитара
- Перси Хит - бас-гитара
- Филли Джо Джонс - барабаны